# Le Dernier Bus
Pour l’article homonyme, voir Last Bus.
Le Dernier Bus (The Last Bus) est une série télévisée britannique d'aventure de science-fiction créée par Paul Neafcy pour Netflix. La série se compose de dix épisodes et a été créée sur Netflix le 1er avril 2022. La série met en vedette Moosa Mostafa, Phoebe De Silva, Daniel Frogson, Lauryn Ajufo, Marlie Morrelle, Nathanael Saleh et Carys John avec des apparitions invitées de Tom Basden, Lara McDonnell et Robert. Sheehan. L'émission suit un groupe d'enfants qui sont les derniers habitants de la Terre lorsqu'un célèbre scientifique crée des orbes qui vaporisent tout le monde sur la planète. Il a reçu des critiques généralement positives, avec des éloges pour son style, son histoire, son casting, sa partition musicale, son scénario et son poids émotionnel, mais ont été divisés en termes de jeu d'acteur, de personnages et de comparaisons avec Stranger Things.